# 楡 (橘型駆逐艦)
楡（にれ）は日本海軍の駆逐艦。仮称4809号艦、橘型（改松型）駆逐艦2番艦として舞鶴海軍工廠で建造された。艦名はニレ科の樹木の総称のこと。艦名としては樅型駆逐艦の3番艦「楡」に続いて2代目。

## 艦歴
竣工後、訓練部隊の第十一水雷戦隊（高間完少将）に編入。瀬戸内海に回航され訓練に従事する。
4月25日付で第三十一戦隊（鶴岡信道少将）第五十二駆逐隊に編入された。
6月22日、呉でB-29の爆撃を受け損傷し、戦死25名を出す。爆弾は缶室に直撃して機械室にも被害を与え、17ノットの速力しか出なくなった。このため、7月15日付で第五十二駆逐隊から外されて特殊警備艦となり、駆逐艦長の下田隆夫少佐以下全乗員は「樺」に移動した。艦は呉鎮守府部隊呉防備戦隊に編入されたが、若干の保安員以外は乗員なしのまま終戦を迎えた。10月15日除籍。
戦後は呉で浮桟橋として使用されていたが、1948年（昭和23年）1月から播磨造船呉ドック（旧呉海軍工廠）で解体に着手、4月20日に解体は完了した。

## 歴代艦長
※『艦長たちの軍艦史』369頁による。

### 艤装員長
1. 下田隆夫 少佐 1944年12月25日 -

### 駆逐艦長
1. 下田隆夫 少佐 1945年1月31日 - (7月15日退艦。「樺」へ)